# 市川美織
市川美織（日语：市川 美織，1994年2月12日—）是日本女藝人，為女子偶像團體NMB48 Team N前成員，埼玉縣久喜市出身，所屬經紀公司為尾木製作。曾為AKB48成員，後來因2014年2月「AKB48 Group大組閣祭」而移籍至NMB48。2010年以AKB48十期生身分出道。2018年5月1日從NMB48及AKB48集團畢業。

## 經歷
從小以童星身份在星塵傳播開始演藝活動，於2005年3月結成「Power Age」的初期成員為Box Corporation在2006年4月開始活動。
2010年
- 3月AKB48第七回研究生（10期生）的甄選合格，作為研究生的候補，隸屬AKS。
- 6月12日選拔審査合格，成為研究生。
- 6月19日TeamB 5th「劇場的女神｣公演替增田有華的代演在AKB48劇場公演首次登台。

2011年
- 3月10日雜誌『週刊YOUNG JUMP』（集英社）和AKB48的企劃團體「YJ7」的成員Team研究生裏選一個。
- 6月6日於東京拱顶之城·棱镜亭舉行的『「見逃した君たちへ」〜AKB48グループ全公演〜』・向日葵组 1st Stage「我的太阳」公演中發表新成立的Team 4[1]。
- 5月至6月實施的『AKB48第22張單曲選拔總選舉』中得到第39名，成為Under Girls[2]。

2012年
- 3月25日、演唱會『業務連絡。頼むぞ、片山部長! inさいたまスーパーアリーナ』的第3日公演發表移籍到尾木製作[3][4]。
- 5月23日發售的第26張單曲「仲夏的Sounds good!」是初次進入標題曲選抜成員。
- 5月至6月舉辦的『AKB48第27張單曲選拔總選舉』中得到第58名，進入Future Girls選抜[5]。

2013年
- 4月28日，在AKB48團臨時總會～黑白分明！～演唱會中宣布兼任NMB48 Team N。
- 5月至6月舉辦的『AKB48第32張單曲選拔總選舉』中得到第57名，進入Future Girls選抜[6]。
- 9月2日，当日NMB48劇場舉行的『Team N 1st Stage“为了谁”复活公演』中，第一次同劇場的公演中演出[7]。

2014年
- 2月24日，于Zepp DiverCity Tokyo举办的“AKB48集团大组阁祭”中宣布移籍 Team BII[8]。
- 3月18日，被广岛县果实农业协同组合联合会任命为『广岛柠檬大使』[9]。
- 5月至6月舉辦的『AKB48第37張單曲選拔總選舉』中得到第53名，進入Future Girls選抜[10]。

2015年
- 5月至6月舉辦的『AKB48第41張單曲選拔總選舉』中得到第79位，成為Upcoming Girls選拔成員[11]。

2016年
- 5月至6月舉辦的『AKB48第45張單曲選拔總選舉』中未進入80名內，9月15日舉辦的『AKB48集團同布舉辦的演唱會 in 橫濱〜明年絕對要進榜誓師大會〜』中同時發表的『選拔總選舉延長賽』的「圏外成員」中獲得第81名[12]。
- 10月18日於神戸世界紀念館舉辦的『NMB48 6th Anniversary LIVE』中發表的「大組閣」上再度轉隊至Team N，2017年1月1日新分隊體制正式施行。
- 12月31日，以AKB48成員身分參與第67屆NHK紅白歌唱大賽的演出，在節目特別企劃「夢幻紅白選拔」中獲得第10名。

2017年
- 5月至6月舉辦的『AKB48第49張單曲選拔總選舉』獲得第61名，成為Future Girls選抜成員。

2018年
- 1月19日於東京巨蛋舉辦的『AKB48集團 REQUEST HOUR SETLIST BEST 100 2018』中宣布將自NMB48畢業[13]。

## 人物
- 很喜歡動物、爬行動物和兩棲動物也完全不在乎[14]。
- 興趣是製作杯子蛋糕和手相[15]。
- 特技是單輪車、快速眨眼、捲舌、鐵頭[15]。其中鐵頭最為有名，因為雖然頭部比圓周45cm的手球要小，但是額頭卻堅固無比。就算與人對撞時的衝勁足以砸出聲音，自己也完全沒有感覺。
- 比起檸檬更喜歡吃腰果、果仁。

## AKB48相關
- 自我介紹的標語是「想成為新鮮檸檬〜」。在「推Team B」已經成為口號。
- 從研究生時代已經演出很多，頻繁地上AKB48的冠節目。
- 與竹內美宥從AKB48加入前已有交流。
- 跟同為舊Team4的成員仲俁汐里感情很好，在仲俁汐里宣布畢業時，市川美織在Google+寫到:すごく悲しいです(真是令人感到悲傷)可見市川美織與仲俁汐里感情相當好

## AKB48·NMB48參加歌曲演出

### 單曲CD選抜曲

#### AKB48名義
- 「機會的順序」中收錄
  - 水果‧雪 - 「Team 研究生」名義
- 「變成櫻花樹」中收錄
  - 黄金中央人物 - 「Team 研究生」名義
- 「Everyday、髮箍」中收錄
  - Anti - 「Team 研究生」名義
  - 鬥魂
- 「飛翔入手」中收錄
  - 不能擁抱你 - 「Under Girls」名義
  - 不知不覺的青春
- 「風正在吹」中收錄
  - 你的背影 - 「Under Girls」名義
  - 蓓蕾 - 「Team 4 + 研究生」名義
- 「崇尚麻里子」中收錄
  - 跑吧!企鵝 - 「Team 4」名義
- 「GIVE ME FIVE!」中收錄
  - NEW SHIP - 「Special Girls A」名義
- 仲夏的Sounds good!
- 「格子花紋」中收錄
  - Show fight! - 「Future Girls」名義
- 「UZA」中收錄
  - 下一個Season - 「Under Girls」名義
  - 不是正義使者的英雄 - 「Team B」名義
- 「永遠的壓力」中收錄
  - 比永遠更長久 - 「OKL48」名義
- 「So long!」中收錄
  - 怎麼會在那裡踩到狗屎？ - 「Team B」名義
- 「再見自由式」中收錄
  - 浪漫手枪 - 「Team B」名義
- 「愛的幸运曲奇」中收錄
  - 猜想的橘子果醬 - 「Future Girls」名義
- 「真心電流」中收錄
  - 快速與動體視力 - 「Under Girls」名義
  - Tiny T-shirt - 「Team B」名義
- 「倘若在梧桐樹的路上對你說「我夢見了你的微笑」之後我們的關係會有什麼樣的變化呢、我兀自持續想了好多天最後有點難為情地得到了一個結論」中收錄
  - Mosh&Dive
  - 遇見你之後我變了 - 「NMB48」名義
- 「勇往直前」中收錄
  - 秘密日記 - 「Baby Elephants」名義
- 拉布拉多獵犬
- 「心意告示牌」中收錄
  - 個性差的女生 - 「Future Girls」名義
- 「希望無限」中收錄
  - 我想唱歌 - 「嘉德麗亞蘭組」名義
- 「 Green Flash」中收录
  - 龐克搖滾 - 「NMB48」名義
- 「Halloween Night」中收錄
  - 只有你籠罩秋色 - 「Upcoming Girls」名義
- 「High Tension」中收錄
  - 快樂結局
- 「Shoot Sign」
- 「空有願望」
- 「＃就是喜歡你」中收錄 
  - 至少我們的戀情 - 「Future Girls」名義

#### NMB48名義
- 我們的發現
  - 野蛮的软冰淇淋 - 「紅組」名義
- 大蔥鴨們
- 高山上的蘋果
- 真不像我
  - 不想成為偶像明星 - 「Team BII」名義
- Don't look back!
  - Romantic Snow - 「Team BII」名義

### 專輯CD選抜曲
AKB48名義
- 「就是在這裡」中收錄
  - High school days - 「Team 研究生」名義
  - 就是在這裡 - 「AKB48+SKE48+SDN48+NMB48」名義
- 「1830m」中收錄
  - 直角Sunshine - 「Team 4」名義
  - 藍天 不會寂寞嗎？ - 「AKB48+SKE48+NMB48+HKT48」名義
- 「未來軌跡」中收錄
  - Stoic美学
  - 破烂蓝调
  - 悲伤的近距离恋爱 - 「Team B」名義

NMB48名義
- 『世界的中心是大阪 ～難波自治區～』中収録
  - 伊維薩女孩
  - 輸給了你 - 「Team BII」名義
  - 最盛期

### 劇場公演單曲
Team 研究生「劇場的女神」公演
1. 來一塊糖果
2. 你好 我的初戀

Team B 5th Stage「劇場的女神」公演
1. 爱情的捉迷藏（前座Girl）
2. 來一塊糖果※

※增田有華的代演
Team K 6th Stage「RESET」公演
1. 檸檬的年紀（前座Girl）
2. 逆轉的王子殿下※

※峯岸みなみ的代演
Team A 6th Stage「目擊者」公演
1. 迷你裙精靈（前座Girl）
2. ☆之彼方※

※多田愛佳的代演
Team 4 1st Stage「我的太阳」公演
1. 不要叫我偶像

Team N 1st Stage「为了谁」复活公演
1. 騎士

Team N 3rd Stage「天使在這裡」公演
1. 新的拖鞋（Center）
2. 第一颗星星
3. 即使100年前

Team BII 3rd Stage「引体后翻」公演
1. 任性的流星
2. 如能被你紧拥※

※渡辺美優紀的代演

## 出演

### 電視劇
- 馬路須加學園2（2011年4月15日 - 7月1日、東京電視台） - 飾 レモン
- 花樣少年少女2011（2011年7月10日 - 9月、富士電視台） - 飾 尼崎カンナ
- 欺詐偶像（2012年1月13日 - 4月6日、東京電視台） - 飾 市川美織
- 馬路須加學園3（2012年7月20日・7月27日、東京電視台） - 飾 すだち

### 電影
- 子猫の涙（2008年1月26日公開） - 飾 森岡治子（演：藤本七海）的同級生

### 綜藝節目
- 有吉AKB共和国（2010年9月27日 - 不定期出演、TBS）
- AKBINGO!（2011年2月9日 - 不定期出演、日本電視台）
- 週刊AKB （2011年3月25日 - 不定期出演、東京電視台）
- AKB48神TV（家庭劇場）
  - 特別節目〜年青研究生 in 關島〜（2011年4月17日）
  - Season7（2011年8月21日・28日）
  - Season8（2011年11月27日・12月4日）
- 原來如此！高校（2011年4月21日 - 2012年3月8日、日本電視台[16]）
- AKB48短劇「微妙〜」（2011年10月20日・11月3日・12月1日、ひかりTV）
- わいわいガチGOLF（2012年1月1日、東京電視台）

### 廣播
- AKB48 今夜は帰らない…（2011年5月2日 - 、CBC廣播）

### 舞台劇
- 舞台 我們仍未知道那天所看見的花名。（2022年2月2日 - 6日） - 飾 本間芽衣子

### 電子書籍
- 僕とツンデレとハイデガー[17]（2011年9月14日、講談社）

## 外部連結
- 市川美織官方網站 （页面存档备份，存于）（日語）
- NMB48個人介紹頁（日語）
- 尾木製作個人介紹頁 （页面存档备份，存于）（日語）
- 市川美織官方博客: "明天，我就会变成柠檬!" （页面存档备份，存于）（日語）
- 市川美織的X（前Twitter）（日語）
- YouTube上的市川美織頻道（日語）
- 市川美織的Instagram帳戶（日語）
- 市川美織在755的頁面 （页面存档备份，存于）（日語）